# Liste der Monuments historiques in Gissey-sous-Flavigny
Die Liste der Monuments historiques in Gissey-sous-Flavigny führt die Monuments historiques in der französischen Gemeinde Gissey-sous-Flavigny auf.

## Liste der Immobilien
| Bezeichnung      | Beschreibung                                                         | Standort                 | Kennzeichnung | Schutzstatus | Datum | Bild           |
| ---------------- | -------------------------------------------------------------------- | ------------------------ | ------------- | ------------ | ----- | -------------- |
| Tour Marmont     | festes Haus, ab dem 13. Jahrhundert; mit Teilen der Innenausstattung | 2 rue Alésia (Lage)      | PA00112479    | Classé       | 1980  | weitere Bilder |
| Wegekreuz        | Stein, 16. Jahrhundert                                               | Place de la Croix (Lage) | PA00112480    | Inscrit      | 1925  | weitere Bilder |
| Kirche St-Martin | aus dem 12. und 13. Jahrhundert                                      | Rue de l’Eglise (Lage)   | PA00112481    | Inscrit      | 1947  | weitere Bilder |

## Liste der Objekte
| Bezeichnung               | Beschreibung                                                | Standort                       | Kennzeichnung | Schutzstatus | Datum | Bild |
| ------------------------- | ----------------------------------------------------------- | ------------------------------ | ------------- | ------------ | ----- | ---- |
| Skulptur Heiliger Markulf | Holz, farbig gefasst, 16. Jahrhundert                       | in der Kirche St-Martin (Lage) | PM21002724    | Classé       | 1959  |      |
| Schrank                   | eventuell ein Tabernakel; Holz, bemalt, 17. Jahrhundert (?) | in der Kirche St-Martin (Lage) | PM21005038    | Inscrit      | 2013  |      |
| Gemälde Kreuzabnahme      | Ölfarbe auf Leinwand, Holzrahmen, 17. Jahrhundert           | in der Kirche St-Martin (Lage) | PM21005440    | Inscrit      | 2019  |      |